# Sony Ericsson W810i
De W810i van Sony Ericsson. Hij werd eind 2006 op de Nederlandse markt gebracht. De W810i is te verkrijgen in twee basiskleuren, namelijk White (wit) en Satin Black (zwart).
De W810i biedt de gebruiker vele mogelijkheden voor een relatief lage prijs. Zo is het toestel uitgerust met Bluetooth en Infrarood, kunnen er mp3 bestanden afgespeeld worden en biedt het de mogelijkheid om te wappen (mobiel internet). De W810i was een van de eerste Quadband toestel van Sony Ericsson.
De Walkman Phone W810i, de opvolger van de W800 (en dat was weer een muzikaal opgepepte K750) met nu Edge voor sneller downloaden en meer geheugen

## Specificaties
- 2.0 megapixel camera met autofocus en LED-flash (voor foto's en videoclips, 1632 x 1224 pixels)
- Trilfuncie
- Walkman
- Polyfone ringtones
- Realtone ringtones
- Handsfree bellen
- MP3
- Quadband
- Bluetooth
- Infrarood
- GPRS
- Mobiel Internet
- SMS, EMS, MMS